# Percée des Cammazes
La percée des Cammazes, dite également voûte Vauban ou tunnel des Cammazes, est un tunnel voûté long de 122 mètres et large de 3 mètres, construit entre 1686 et 1688, qui permet aux eaux de la rigole de la montagne de rejoindre le réservoir de Saint-Ferréol. Partie constituante de l'immense édifice du canal du Midi, elle est à ce titre classée patrimoine mondial de l'UNESCO depuis 1996 et inscrite au titre des monuments historiques en 1997. Elle a été conçue par  Vauban dans un mémoire du 5 mars 1686, pour faire passer les eaux de la rigole de la montagne Noire de la vallée du Sor vers la vallée du Laudot, sous « l'arreste de la montagne d'Escammase ». Pierre-Paul Riquet, qui avait un temps songé à ce projet, était mort en 1680.

## Historique
En décembre 1685, Vauban est chargé d'une tournée d'inspection de l'œuvre de Riquet ; le Canal est alors en mauvais état, plusieurs ouvrages étant restés inachevés, de nombreuses rigoles ensablées. L'abandon du canal est même envisagé. Pour relancer cet admirable projet, il met au point un programme de grands travaux hydrauliques pour améliorer l'alimentation et la gestion en eau. Notamment, pour augmenter la capacité du réservoir de Saint-Ferréol qui s'est révélé insuffisante, le barrage est surélevé et la rigole de la montagne prolongée entre Le Conquet et Les Cammazes. Le creusement du tunnel permet aux eaux de la rigole d'alimenter ensuite directement le réservoir de Saint-Ferréol. Le projet, confié à Antoine Niquet, commissaire régional aux fortifications du Royaume pour le Languedoc, la Provence et le Dauphiné, est établi dès le 12 août 1686 (devis et profil). Des centaines d'ouvriers sont employés ; usix grave accident survient en avril 1687, faisant six morts et trois blessés - déclarés. La voûte est achevée en deux années.
Deux façades sculpturales, parfaitement symétriques, dédiaient dès sa création l'ouvrage au Roi Soleil (le panneau sculpté à l'effigie de Louis XIV est détruit lors de la Révolution).

## Évolution
En 1846, le sommet de la percée fut planté d'arbres, afin de l'intégrer à l'environnement. Une maison du Garde de la Voûte des Cammazes fut construite dès l'année suivante, à l'entrée du sentier de la Rigole. Longtemps habitée par le Garde de la Rigole, elle est désaffectée depuis des années.
La départementale 629, reliant Revel à Carcassonne, franchit aujourd'hui cette prouesse d'art et d'histoire sans que l'attention ne soit vraiment retenue. Par ailleurs, les vicissitudes de la gestion du canal du Midi ont entraîné une série de dégradations de la rigole, de ses multiples ponts, et de cette voûte.
La percée des Cammazes est inscrite au titre de Monument Historique depuis le 4 mars 1997.